# Noordpeene
Noordpeene é uma comuna francesa do departamento do Nord, arrondissement de Dunkerque, cantão de Cassel.

## Geografia

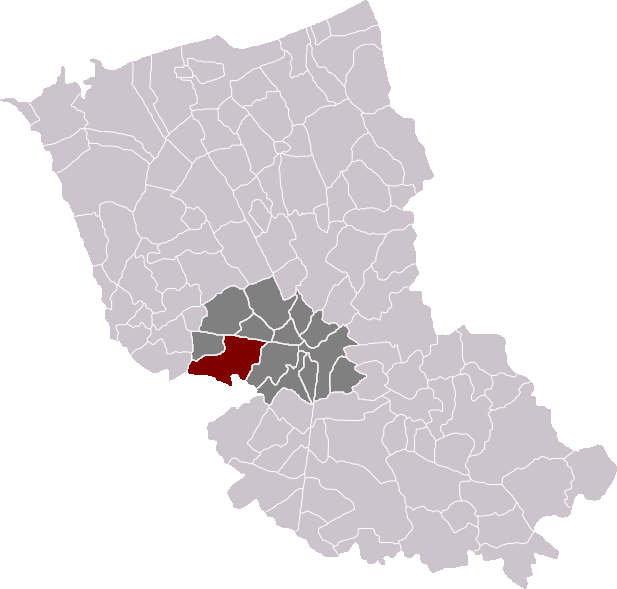
Noordpeene em seu cantão e seu arrondissement

Noordpeene é uma vila do Westhoek francês, na parte francesa de Flandres, no arrondissement de Dunkerque.
Com uma área de 1712 hectares, Noordpeene é a maior comuna do cantão de Cassel.
A linha da ferrovia Hazebrouck-Dunkerque passa no extremo norte do território, desde 1848. A linha de TGV Paris-Londres corta a comuna de leste a oeste, desde 1992.
Ao norte, os montes Balinberg (70 m) e Tom (62 m) desenham os primeiros contrafortes dos montes de Flandres. O vale do Peene separa esses dois montes. Ao sul e a oeste, o território se inclina e altitude cai a menos de 10 m, em direção às terras alagadiças de Audomarois.
Os principais cursos d'água são o Lyncke Becque e o Peene Becque, que deu seu nome à batalha de de 1677 - a qual teve como consequência a anexação de uma parte de Flandres à França.

## Comunas limítrofes
- Noroeste: Rubrouck
- Nordeste: Ochtezeele
- Oeste: Buysscheure Nieurlet
- Leste:Zuytpeene
- Sudoeste:Clairmarais

## História
A palavra peene, em neerlandês, refere-se a uma espécie de cenoura silvestre (Daucus carota) que crescia nas margens do riacho que corta a cidade.
Em 1067, já se falava de peene. Nos antigos documentos, quando é citada a senhoria de Peene ou Piennes, trata-se de Noordpeene. As primeiras referências escritas aparecem no cartulário de Bourbourg em 1114 na forma de Norpenes, depois Northpenes, en 1139. Em 1268, Ghilbert de St-Omer, senhor  de Pienne, casou-se com Agnès de Haverskerke. Tiveram dois filhos, Jean e Gérard, que, em 1306 dividiram a terra de Piennes. As margens do rio Lyncke eram o limite de separação dos dois territórios, aos quais se deu o nome de Pienne do Norte (Noordpeene) e Pienne do Sul  (Zuytpeene).
A vila foi palco de um acontecimento decisivo da Guerra Franco-Holandesa (1672-1678) - a batalha do Peene, também chamada terceira batalha de Cassel, em 1677, que resultou na anexação do norte do Artois e das castelanias de Cassel e Bailleul ao reino da França.
A batalha opôs, de um lado, o exército de Luís XIV, comandado por Filipe d'Orléans às tropas da coalizão das Províncias Unidas (Países Baixos), da Espanha e da Inglaterra, conduzidas por Guilherme I, Príncipe de Orange. Com a vitória francesa, uma parte da região de Flandres (Saint-Omer, castelanias de Cassel, Bailleul e Ypres) passou a ser parte da França.

## Personalidades ligadas à comuna
- Paul Hazard : 1878-1944. historiador e ensaísta. Partidário do ensino do flamengo.